# 5081 Sanguin
5081 Sanguin eller 1976 WC1 är en asteroid i huvudbältet som upptäcktes den 18 november 1976 av Félix Aguilar-observatoriet. Den är uppkallad efter den argentinske astronomen Juan Sanguin..
Asteroiden har en diameter på ungefär 17 kilometer.